# 穆尼山 (麥克羅伯特森地)
穆尼山（英語：Mount Moonie）是南極洲的山峰，位於麥克羅伯特森地，處於卡德爾山以西2公里，屬於查爾斯王子山脈中阿索斯山脈的一部分，根據澳大利亞探險隊拍攝的空中照片繪入地圖，現時由南極條約體系管理。